# Pocesje
Pocesje (cyr. Поцесје) – wieś w Serbii, w okręgu raskim, w gminie Raška. W 2011 roku liczyła 12 mieszkańców.